# Ejido Monte Verde
Ejido Monte Verde är en ort i Mexiko.   Den ligger i kommunen San Juan Evangelista och delstaten Veracruz, i den sydöstra delen av landet, 500 km öster om huvudstaden Mexico City. Ejido Monte Verde ligger 62 meter över havet och antalet invånare är 518.
Terrängen runt Ejido Monte Verde är platt. Runt Ejido Monte Verde är det glesbefolkat, med 10 invånare per kvadratkilometer. Närmaste större samhälle är Estación Juanita, 17,5 km nordväst om Ejido Monte Verde. Omgivningarna runt Ejido Monte Verde är en mosaik av jordbruksmark och naturlig växtlighet.